# 뽕나무버섯

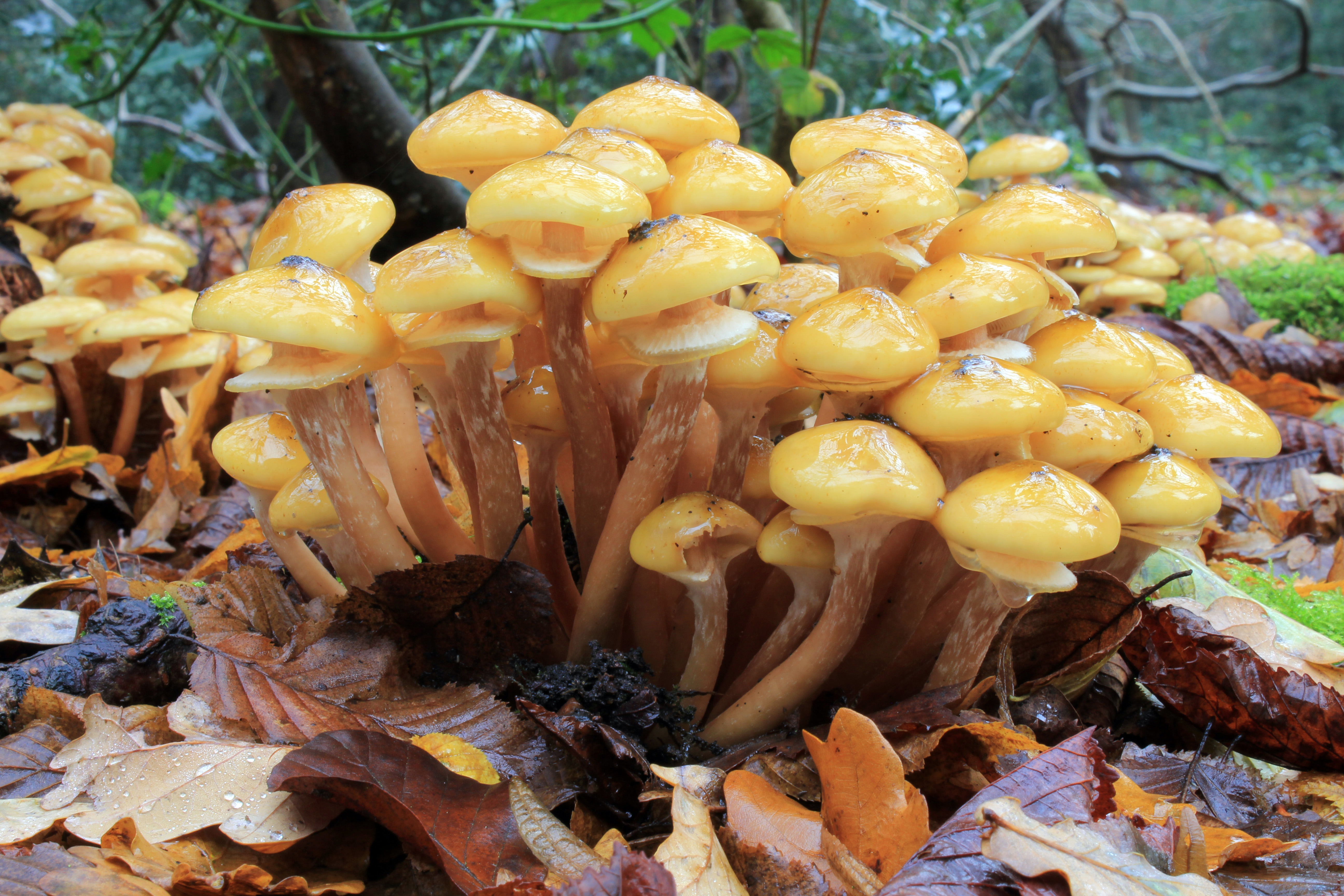

뽕나무버섯(학명: Armillaria mellea 아르밀라리아 멜레아[*])은 주름버섯목에 속하는 버섯이다.

## 특징
갓은 크기가 33-102mm이며, 모양은 초기에 둔원추형-반구형이고 갓끝은 안쪽으로 굽어 있으며 내피막으로 싸여있으나, 성장하면 끝이 편평하게 퍼지고 내피막의 일부가 갓 끝에 부착하는 경우도 있다. 표면은 옅은 갈색-연한 황갈색이고, 중앙부위는 암갈색-흑갈색의 가늘고 직립의 섬유상 털이 있으며, 주변부는 방사상의 선이 있다. 조직은 다소 두껍고 육질형이며 유백색-분홍백색을 띠고, 맛과 향기는 부드럽다. 주름살은 대에 내린주름살이고 약간 성글며, 초기에는 백색이나 성숙하면 옅은 적갈색의 얼룩이 나타나고, 주름살끝은 평활하다. 대는 크기가 45-105*5-13mm로 원통형이며, 상하 굵기가 비슷하거나 종종 기부쪽이 다소 굵거나 팽대하여 유곤봉형을 이루고, 종종 굽어 있다. 표면은 턱받이 위쪽은 백색-분홍백색을 띠며 종으로 흠선이 있고, 턱받이 아래쪽은 갈색이다. 턱받이는 대상부에 형성되며 막질이고 영존성이며, 턱받이 상부는 백색이고 하부의 끝쪽은 황색을 띤다. 식용가능하다.

## 발생
여름-가을에 활엽수, 침엽수 생목의 뿌리 부위에 군생하며 검은색의 가늘고 긴(종종100m이상) 균사속을 형성하며, 활물기생 또는 반활물기생균이다.

## 이용
뽕나무버섯은 나무뿌리에 기생하여 뿌리썩음병을 일으켜 산림에 극심한 피해를 주는 반면, 한약으로 사용되고 있는 천마와 공생하는 것으로 알려져 있어 생리, 생태적으로 대단히 흥미 있는 버섯이다.